# 276 Adelheid
276 Adelheid är en asteroid i huvudbältet, som upptäcktes den 17 april 1888 av den österrikiske astronomen Johann Palisa. Det är inte känt vad som ligger till grund för asteroidens namngivning.
Den tillhör asteroidgruppen Alauda.
Adelheids senaste periheliepassage skedde den 13 december 2018.[Uppdatering behövs] Dess rotationstid har beräknats till 6,32 timmar.